# Evangelická fara Horního sboru
Evangelická fara Horního sboru ve Vsetíně se nachází u evangelického kostela Horního sboru v Palackého ulici. Od 30. 10. 2001 je chráněna jako kulturní památka České republiky.

## Historie
K rozdělení původně jednotného tajného evangelického sboru došlo roku 1785. Vznikly dva sbory - Dolní a Horní, který se hlásil k tradici švýcarského reformátora Jana Kalvína. Do postavení nových kostelů sdílely oba sbory původní dřevěný kostel.
Zpočátku se zde střídali kazatelé z ciziny. Prvním českým kazatelem byl Jakub Lukl z Nosislavi u Brna (v letech 1797–1835), za jehož působení vznikl nový kostel, posvěcený 24. května 1827.
Popis
Fara postavená roku 1844 ve svahu východně od kostela je patrová, má zděné štíty a sedlovou střechu. Roku 2002 byla rekonstruována. Je sídlem Farního sboru Českobratrské církve evangelické ve Vsetíně-Horní sbor.